# 아쟁산조
아쟁산조는 서울특별시의 무형문화재이다. 2009년 3월 5일 서울특별시의 무형문화재 제39호로 지정되었다.

## 개요
산조는 남부지역의 무속음악에서 발생한 독주곡 형태의 음악이다. 산조는 남도 무속음악과관련이 있는 시나위 혹은 심방곡・봉장취 같은 기악합주곡이 독주악기로 연주되면서 기교가 확대되었고, 판소리 가락을 도입하면서 틀이 잡혔다.
아쟁은 악기 제작 재료로 분류하는 방법인 팔음(八音)에 의하면 사부악기, 음악의 계통에 의한 분류 방법으로는 당악기로 분류한다. 소리는 깊고 장엄하며 저음악기로서 매우 중요한 구실을 한다.
2009년 3월 5일에 박종선이 보유자로 인정받아 활동해 오고 있다. 

## 참고 문헌
- 아쟁산조 - 국가유산청 국가유산포털